# Линк, Иван Васильевич
Иван Васильевич Линк (1813—1864) — русский статистик.

## Биография
Родился в Туле 20 декабря 1813 г. Образование получил в Московском университете, по окончании которого в 1834 году определился в министерство внутренних дел и состоял сначала производителем статистических работ.
Первые две книжки «Материалов для статистики России», вышедшие в 1837—1940 гг., изданы были под его редакцией; во второй из них он поместил статью «Историко-статистический взгляд на города Тульской губ.».
Затем Линк состоял чиновником особых поручений при директоре хозяйственного департамента Н. А. Милютине и на его обязанности лежало преимущественно приготовление материалов для нового положения о городском управлении. В 1852 году Линк был выбран товарищем председателя Санкт-Петербургского коммерческого суда, а в 1862 году назначен управляющим питейно-акцизным сбором в Санкт-Петербургской губернии.
Умер в Петербурге 19 апреля 1864 года.